# Grammy Awards 1993
1993 war es das 35. Mal, dass in den USA der Grammy Award für die besten musikalischen Leistungen des Vorjahres vergeben wurden.
Bei den Grammy Awards 1993 wurden 80-mal Gewinner in verschiedenen Kategorien aus 27 Feldern aufgerufen und sechs weitere Preisträger konnten sich über eine Ehrenauszeichnung für ihr Lebenswerk freuen.

## Hauptkategorien
Single des Jahres (Record of the Year):
- Tears in Heaven von Eric Clapton

Album des Jahres (Album of the Year):
- Unplugged von Eric Clapton

Song des Jahres (Song of the Year):
- Tears in Heaven von Eric Clapton (Autoren: Eric Clapton, Will Jennings)

Bester neuer Künstler (Best New Artist):
- Arrested Development

## Arbeit hinter dem Mischpult
Beste Abmischung einer Aufnahme, ohne klassische Musik (Best Engineered Album, Non-Classical):
- Dangerous von Michael Jackson (Techniker: Bruce Swedien, Teddy Riley)

Beste Abmischung einer Klassikaufnahme (Best Engineered Recording, Classical):
- Richard Strauss: Die Frau ohne Schatten von den Wiener Philharmonikern unter Leitung von Georg Solti (Techniker: James Lock, John Pellowe, Jonathan Stokes, Philip Siney)

Produzent des Jahres (ohne Klassik) (Producer Of The Year, Non-Classical):
- Babyface & L.A. Reid
- Brian Eno & Daniel Lanois

Klassik-Produzent des Jahres (Classical Producer Of The Year):
- Michael Fine

## Pop
Beste weibliche Gesangsdarbietung – Pop (Best Pop Vocal Performance, Female):
- Constant Craving von k. d. lang

Beste männliche Gesangsdarbietung – Pop (Best Pop Vocal Performance, Male):
- Tears in Heaven von Eric Clapton

Beste Darbietung eines Duos oder einer Gruppe mit Gesang – Pop (Best Pop Performance By A Duo Or Group With Vocals):
- Beauty and the Beast von Céline Dion & Peabo Bryson

Beste Instrumentaldarbietung – Pop (Best Pop Instrumental Performance):
- Beauty and the Beast von den Nürnberger Symphonikern unter Leitung von Richard Kaufman

## Traditioneller Pop
Bestes Gesangsalbum – Traditioneller Pop (Best Traditional Pop Vocal Album):
- Perfectly Frank von Tony Bennett

## Rock
Beste weibliche Gesangsdarbietung – Rock (Best Female Rock Vocal Performance):
- Ain't It Heavy von Melissa Etheridge

Beste männliche Gesangsdarbietung – Rock (Best Male Rock Vocal Performance):
- Unplugged von Eric Clapton

Beste Darbietung eines Duos oder einer Gruppe mit Gesang – Rock (Best Rock Performance By A Duo Or Group With Vocals):
- Achtung Baby von U2

Beste Hard-Rock-Darbietung (Best Hard Rock Performance):
- Give It Away von den Red Hot Chili Peppers

Beste Metal-Darbietung (Best Metal Performance):
- Wish von den Nine Inch Nails

Bester Rocksong (Best Rock Song):
- Layla von Eric Clapton (Autoren: Eric Clapton, Jim Gordon)

Beste Darbietung eines Rockinstrumentals (Best Rock Instrumental Performance):
- Little Wing von Stevie Ray Vaughan & Double Trouble

## Alternative
Bestes Alternative-Album (Best Alternative Music Album):
- Bone Machine von Tom Waits

## Rhythm & Blues
Beste weibliche Gesangsdarbietung – R&B (Best R&B Vocal Performance, Female):
- The Woman I Am von Chaka Khan

Beste männliche Gesangsdarbietung – R&B (Best R&B Vocal Performance, Male):
- Heaven And Earth von Al Jarreau

Beste Darbietung eines Duos oder einer Gruppe mit Gesang – Pop (Best R&B Performance By A Duo Or Group With Vocals):
- End of the Road von Boyz II Men

Beste Instrumentaldarbietung – R&B (Best R&B Instrumental Performance):
- Doo-Bop von Miles Davis

Bester R&B-Song (Best R&B Song):
- End Of The Road von Boyz II Men (Autoren: Kenneth Edmonds, L.A. Reid, Daryl Simmons)

## Rap
Beste Solodarbietung – Rap (Best Rap Solo Performance):
- Baby Got Back von Sir Mix-a-Lot

Beste Darbietung eines Duos oder einer Gruppe – Rap (Best Rap Performance By A Duo Or Group):
- Tennessee von Arrested Development

## Country
Beste weibliche Gesangsdarbietung – Country (Best Country Vocal Performance, Female):
- I Feel Lucky von Mary Chapin Carpenter

Beste männliche Gesangsdarbietung – Country (Best Country Vocal Performance, Male):
- I Still Believe In You von Vince Gill

Beste Countrydarbietung eines Duos oder einer Gruppe (Best Country Performance By A Duo Or Group With Vocal):
- Emmylou Harris & The Nash Ramblers At The Ryman von Emmylou Harris & The Nash Ramblers

Beste Zusammenarbeit mit Gesang – Country (Best Country Vocal Collaboration):
- The Whiskey Ain't Workin'  von Marty Stuart & Travis Tritt

Bestes Darbietung eines Countryinstrumentals (Best Country Instrumental Performance):
- Sneakin' Around von Chet Atkins & Jerry Reed

Bester Countrysong (Best Country Song):
- I Still Believe In You von Vince Gill (Autoren: Vince Gill, John Barlow Jarvis)

Bestes Bluegrass-Album (Best Bluegrass Album):
- Every Time You Say Goodbye von Alison Krauss & Union Station

## New Age
Bestes New-Age-Album (Best New Age Album):
- Shepherd Moons von Enya

## Jazz
Beste zeitgenössisches Jazzdarbietung (Instrumental) (Best Contemporary Jazz Performance, Instrumental):
- Secret Story von Pat Metheny

Beste Jazz-Gesangsdarbietung (Best Jazz Vocal Performance):
- ’Round Midnight von Bobby McFerrin

Bestes Jazz-Instrumentalsolo (Best Jazz Instrumental Solo):
- Lush Life von Joe Henderson

Beste Jazz-Instrumentaldarbietung, Einzelkünstler oder Gruppe (Best Jazz Instrumental Performance, Individual or Group):
- I Heard You Twice The First Time von Branford Marsalis

Beste Darbietung eines Jazz-Großensembles (Best Large Jazz Ensemble Performance):
- The Turning Point von McCoy Tyner

## Gospel
Bestes Pop-Gospelalbum (Best Pop Gospel Album):
- The Great Adventure von Steven Curtis Chapman

Bestes zeitgenössisches / Rock-Gospelalbum (Best Rock / Contemporary Gospel Album):
- Unseen Power von Petra

Bestes traditionelles Soul-Gospelalbum (Best Traditional Soul Gospel Album):
- He's Working It Out For You von Shirley Caesar

Bestes zeitgenössisches Soul-Gospelalbum (Best Contemporary Soul Gospel Album):
- Handel's Messiah – A Soulful Celebration von verschiedenen Interpreten (Produzent: Mervyn E. Warren)

Bestes Southern-Gospelalbum (Best Southern Gospel Album):
- Sometimes Miracles Hide von Bruce Carroll

Bestes Gospelchor-Album (Best Gospel Album By A Choir Or Chorus):
- Edwin Hawkins Music & Arts Seminar Mass Choir – Recorded Live In Los Angeles vom Music & Arts Seminar Mass Choir unter Leitung von Edwin Hawkins

## Latin
Bestes Latin-Pop-Album (Best Latin Pop Album):
- Otro dia mas sin verte von Jon Secada

Bestes Tropical-Latin-Album (Best Tropical Latin Album):
- Frenesi von Linda Ronstadt

Bestes Mexican-American-Album (Best Mexican-American Album)
- Mas canciones von Linda Ronstadt

## Blues
Bestes traditionelles Blues-Album (Best Traditional Blues Album):
- Goin' Back To New Orleans von Dr. John

Bestes zeitgenössisches Blues-Album (Best Contemporary Blues Album):
- The Sky Is Crying von Stevie Ray Vaughan & Double Trouble

## Folk
Bestes traditionelles Folkalbum (Best Traditional Folk Album):
- An Irish Evening – Live At The Grand Opera House, Belfast von den Chieftains

Bestes zeitgenössisches Folkalbum (Best Contemporary Folk Album):
- Another Country von den Chieftains

## Reggae
Bestes Reggae-Album (Best Reggae Album):
- X-tra Naked von Shabba Ranks

## Weltmusik
Bestes Weltmusikalbum (Best World Music Album):
- Brasileiro von Sérgio Mendes

## Polka
Bestes Polkaalbum (Best Polka Album):
- 35th Anniversary von Walter Ostanek & His Band

## Für Kinder
Bestes Album für Kinder (Best Album For Children):
- Beauty and the Beast – Original Motion Picture Soundtrack von verschiedenen Interpreten (Autoren: Alan Menken, Howard Ashman)

## Sprache
Bestes gesprochenes oder Nicht-Musik-Album (Best Spoken Word Or Non-musical Album):
- What You Can Do To Avoid AIDS von Magic Johnson & Robert O’Keefe

## Comedy
Bestes Comedyalbum (Best Comedy Album):
- P. D. Q. Bach: Music For An Awful Lot Of Winds & Percussion von Peter Schickele

## Musical Show
Bestes Musical-Show-Album (Best Musical Show Album):
- Guys and Dolls – The New Broadway Cast Recording von der neuen Broadway-Besetzung (Produzent: Jay David Saks)

## Komposition / Arrangement
Beste Instrumentalkomposition (Best Instrumental Composition):
- Harlem Renaissance Suite von Benny Carter

Bestes Instrumentalarrangement (Best Arrangement On An Instrumental):
- Strike Up The Band von Rob McConnell & The Boss Brass (Arrangeur: Rob McConnell)

Bestes Instrumentalarrangement mit Gesangsbegleitung (Best Instrumental Arrangement Accompanying Vocal(s)):
- Here's To Life von Shirley Horn (Arrangeur: Johnny Mandel)

Bester Song geschrieben speziell für Film oder Fernsehen (Best Song Written Specifically For A Motion Picture Or For Television):
- Beauty and the Beast von Peabo Bryson & Céline Dion (Autoren: Howard Ashman, Alan Menken)

Beste Instrumentalkomposition geschrieben für Film oder Fernsehen (Best Instrumental Composition Written For A Motion Picture Or For Television):
- Beauty and the Beast von verschiedenen Interpreten (Autor: Alan Menken)

## Packages und Album-Begleittexte
Bestes Album-Paket (Best Album Package):
- Spellbound – Compact von Paula Abdul (Künstlerischer Leiter: Melanie Nissen)

Bester Album-Begleittext (Best Album Notes):
- Queen Of Soul – The Atlantic Recordings von Aretha Franklin (Verfasser: Ahmet Ertegün, Arif Mardin, Dave Marsh, David Ritz, Jerry Wexler, Thulani Davis, Tom Dowd)

## Historische Aufnahmen
Bestes historisches Album (Best Historical Album):
- The Complete Capitol Recordings vom Nat King Cole Trio

## Klassische Musik
Bestes Klassik-Album (Best Classical Album):
- Mahler: Symphonie Nr. 9 der Berliner Philharmoniker unter Leitung von Leonard Bernstein

Beste Orchesteraufnahme (Best Orchestral Recording):
- Mahler: Symphonie Nr. 9 der Berliner Philharmoniker unter Leitung von Leonard Bernstein

Beste Opernaufnahme (Best Opera Recording):
- R.Strauss: Die Frau ohne Schatten von Hildegard Behrens, José van Dam, Plácido Domingo, Sumi Jo, Reinhild Runkel, Júlia Várady und den Wiener Philharmonikern unter Leitung von Georg Solti

Beste Darbietung eines Chorwerks (Best Performance Of A Choral Work):
- Orff: Carmina Burana vom San Francisco Symphony Orchestra

mit Knaben- und Mädchenchor unter Leitung von Herbert Blomstedt
Beste klassische Darbietung – Soloinstrument mit Orchester (Best Classical Performance – Instrumental Solo with Orchestra):
- Prokofiew: Sinfonia concertante / Tschaikowski: Variations On A Rococo Theme von Yo-Yo Ma und dem Pittsburgh Symphony Orchestra unter Leitung von Lorin Maazel

Beste klassische Darbietung – Soloinstrument ohne Orchester (Best Classical Performance – Instrumental Solo without Orchestra):
- Horowitz – Dicovered Treasures (Chopin, Liszt, Scarlatti, Scriabin, Clementi) von Vladimir Horowitz

Beste Kammermusik-Darbietung (Best Chamber Music Performance):
- Brahms: Sonaten für Cello & Klavier von Emanuel Ax & Yo-Yo Ma

Beste klassische Gesangsdarbietung (Best Classical Vocal Performance):
- Kathleen Battle At Carnegie Hall (Händel, Mozart, Liszt, Strauss etc.) von Kathleen Battle & Margo Garrett

Beste zeitgenössische klassische Komposition (Best Classical Contemporary Composition):
- Barber: The Lovers vom Chicago Symphony Orchestra unter Leitung von Andrew Schnenck (Komponist: Samuel Barber)

## Musikvideo
Bestes Musik-Kurzvideo (Best Short Form Music Video):
- Digging in the Dirt von Peter Gabriel

Bestes Musik-Langvideo (Best Long Form Music Video):
- Diva von Annie Lennox

## Special Merit Awards

### Grammy Legend Award
- Michael Jackson

### Grammy Lifetime Achievement Award
- Little Richard
- Thelonious Monk
- Bill Monroe
- Pete Seeger
- Fats Waller
- Chet Atkins

Trustees Award
- Ahmet Ertegün
- Nesuhi Ertegün
- W. C. Hundy
- George T. Simon